# Kredyt wekslowy
Kredyt wekslowy (ang. bill discount facility) – kredyt udzielany na podstawie płatnego w przyszłości weksla, o wartości równej nominalnej wartości weksla. Kredyt udzielany jest wystawcy weksla przez kredytodawcę.
Koszt kredytu wekslowego wyznacza poziom stopy dyskonta weksla. Weksel, pod który udostępniono kredyt może być spłacony przez wystawcę (weksel własny) lub osobę trzecią (weksel trasowany). Możliwe jest przeniesienie praw do weksla, w okresie trwania kredytu wekslowego.
Kredyt wekslowy nie jest kredytem w rozumieniu prawa bankowego.